# Кривая улица (Ломоносов)
Крива́я улица — улица в городе Ломоносове Петродворцового района Санкт-Петербурга, в историческом районе Мартышкино. Проходит от Морской до Балтийской улицы.
Название известно с 1914 года. Связано с конфигурацией улицы.

## Перекрёстки
- Морская улица
- улица Репина
- Балтийская улица